# Казе Корунцо (Потенца)
Казе Корунцо (итал. Case Corunzo) је насеље у Италији у округу Потенца, региону Базиликата.
Према процени из 2011. у насељу је живело 63 становника. Насеље се налази на надморској висини од 769 м.